# Charenton-du-Cher
Charenton-du-Cher é uma comuna francesa na região administrativa do Centro, no departamento Cher. Estende-se por uma área de 48,08 km². Em 2010 a comuna tinha 1 047 habitantes (densidade: 21,8 hab./km²).